# Bỏng bức xạ
Bỏng bức xạ là chấn thương cho da hoặc các mô sinh học khác như là một tác động của bức xạ. Các loại bức xạ được quan tâm lớn nhất là bức xạ nhiệt, năng lượng tần số vô tuyến, ánh sáng cực tím và bức xạ ion hóa.
Loại bỏng phổ biến nhất là bỏng nắng do bức xạ tia cực tím gây ra. Tiếp xúc với tia X nhiều trong chẩn đoán hình ảnh y khoa hoặc xạ trị cũng có thể dẫn đến bỏng bức xạ. Khi bức xạ ion hóa tương tác với các tế bào bên trong cơ thể - làm hư hại chúng - cơ thể phản ứng với tổn thương này, thường dẫn đến ban đỏ - tức là, khiến da có màu đỏ quanh vùng bị tổn thương. Bỏng bức xạ thường liên quan đến ung thư do bức xạ gây ra do khả năng bức xạ ion hóa tương tác và phá hủy DNA, đôi khi khiến một tế bào trở thành tế bào ung thư. Các magnetron hốc có thể được sử dụng không đúng cách để tạo ra bỏng trên bề mặt và bỏng bên trong. Tùy thuộc vào năng lượng photon, bức xạ gamma có thể gây bỏng gamma rất sâu, với vết bỏng bên trong do 60Co là rất phổ biến. Bỏng beta có xu hướng nông vì các hạt beta không thể thâm nhập sâu vào người; những vết bỏng này có thể tương tự như bỏng nắng.
Bỏng bức xạ cũng có thể xảy ra với các máy phát vô tuyến công suất cao ở bất kỳ tần số nào mà cơ thể có hấp thụ năng lượng tần số vô tuyến và chuyển đổi nó thành nhiệt.